# Kínai–indiai háború
A kínai–indiai háború (hindiül: भारत-चीन युद्ध, Bhārat-Chīn Yuddh) vagy más néven kínai–indiai határkonfliktus (egyszerűsített kínai: 中印边境战争, pinjin: Zhōng-Yìn Biānjìng Zhànzhēng, magyaros: csung-jin piencsing csancseng) katonai konfliktus volt Kína és India között 1962. október 20-tól november 21-ig. A háború fő okát a határt meghatározó 1914-es szimlai egyezményben kijelölt McMahon-vonal kínai vitatása eredményezte, de több más esemény is közrejátszott, így az 1959-es tibeti felkelés utáni véres határincidensek, a dalai lámának nyújtott menedék, valamint az az indiai döntés, hogy előretolt állásokat hozzanak létre a határ mentén, többet a McMahon-vonaltól északra.
Miután a vitatott 3255 kilométeres határszakasz ügyének politikai rendezése lehetetlennek bizonyult, a kínaiak Ladakban és a McMahon-vonal mentén egy időben támadást indítottak október 20-án. A kínaiak mindkét hadszíntéren az indiaiak fölé kerekedtek, és nyugaton elfoglalták Rezang lát, keleten pedig Tawangot. A háború november 20-án ért véget, amikor Kína fegyverszünetet jelentett be és elkezdte csapatai visszavonását a vitatott területekről. A kínaiak döntő győzelmet arattak, ami jelentősen megnövelte az ország nemzetközi presztízsét, és megalázó vereség volt India számára.
A konfliktus a kemény hegyi viszonyok között vívott összecsapásokról ismert; a harcok nagy részét 4000 méteres magasság felett vívták. A légierő és a flotta bevetését mindkét fél mellőzte a háború ideje alatt.

## Háttér

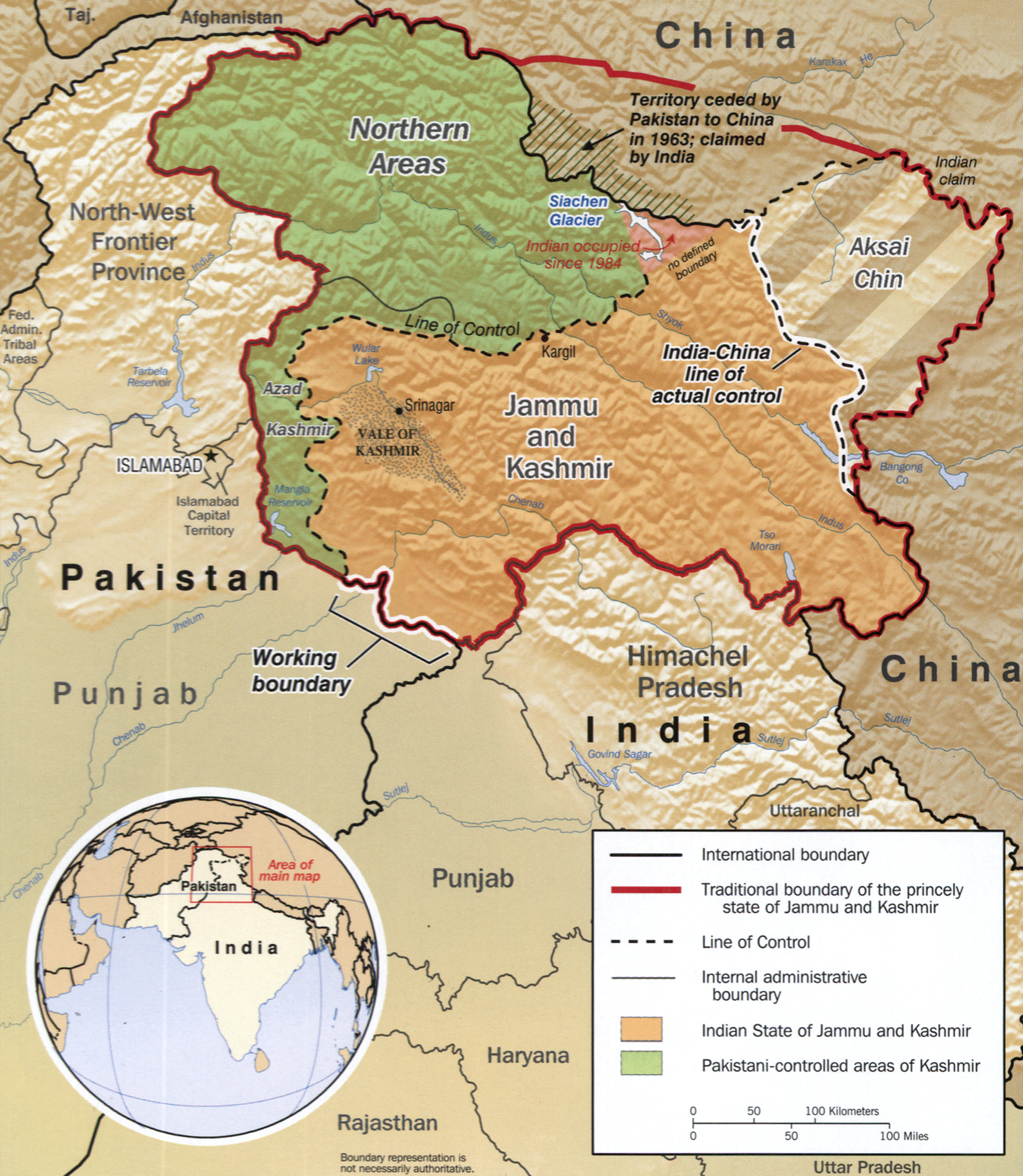
Kasmír és a vitatott hovatartozású Akszái Csin

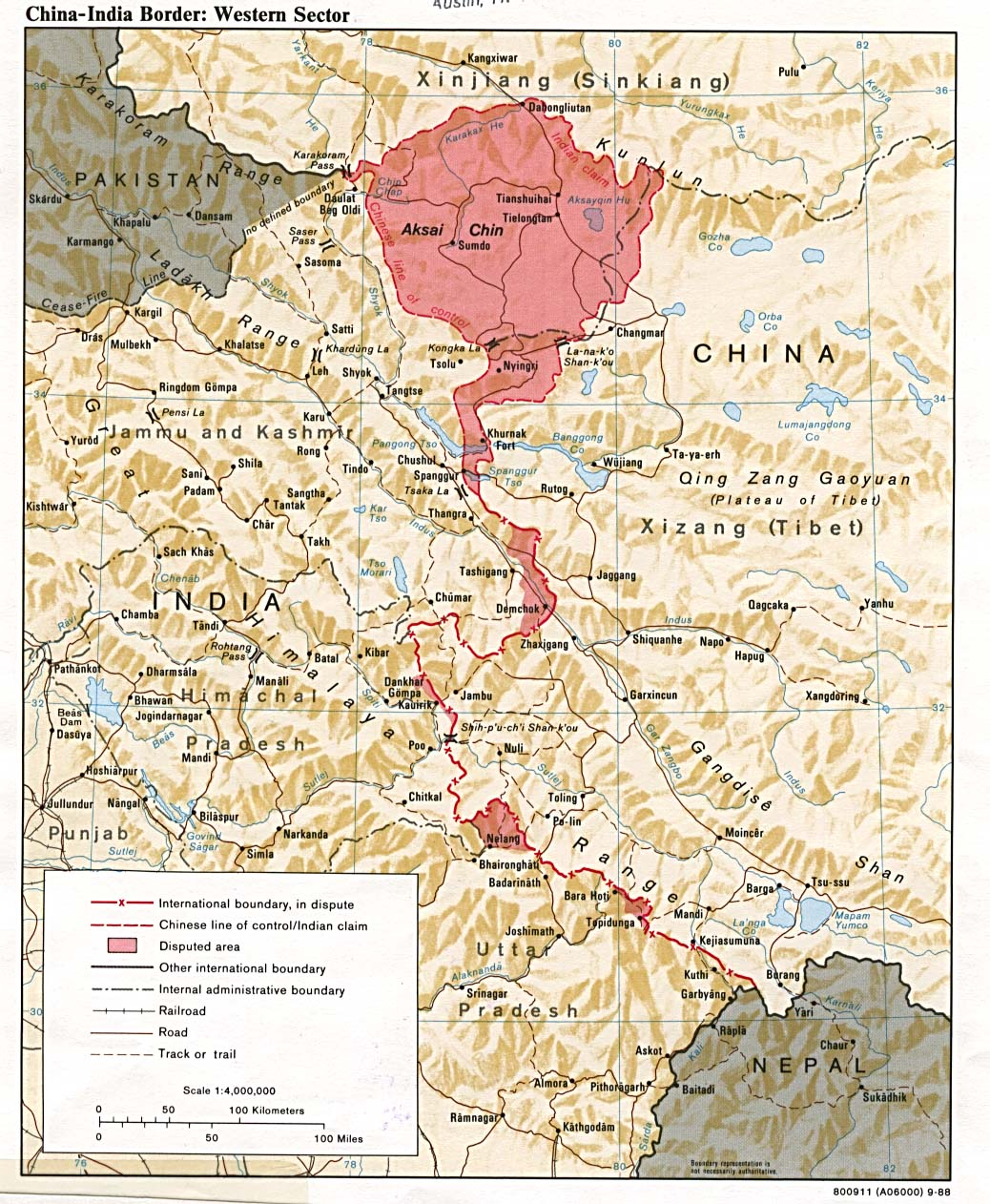
A nyugati határvidék vitatott hovatartozású területei

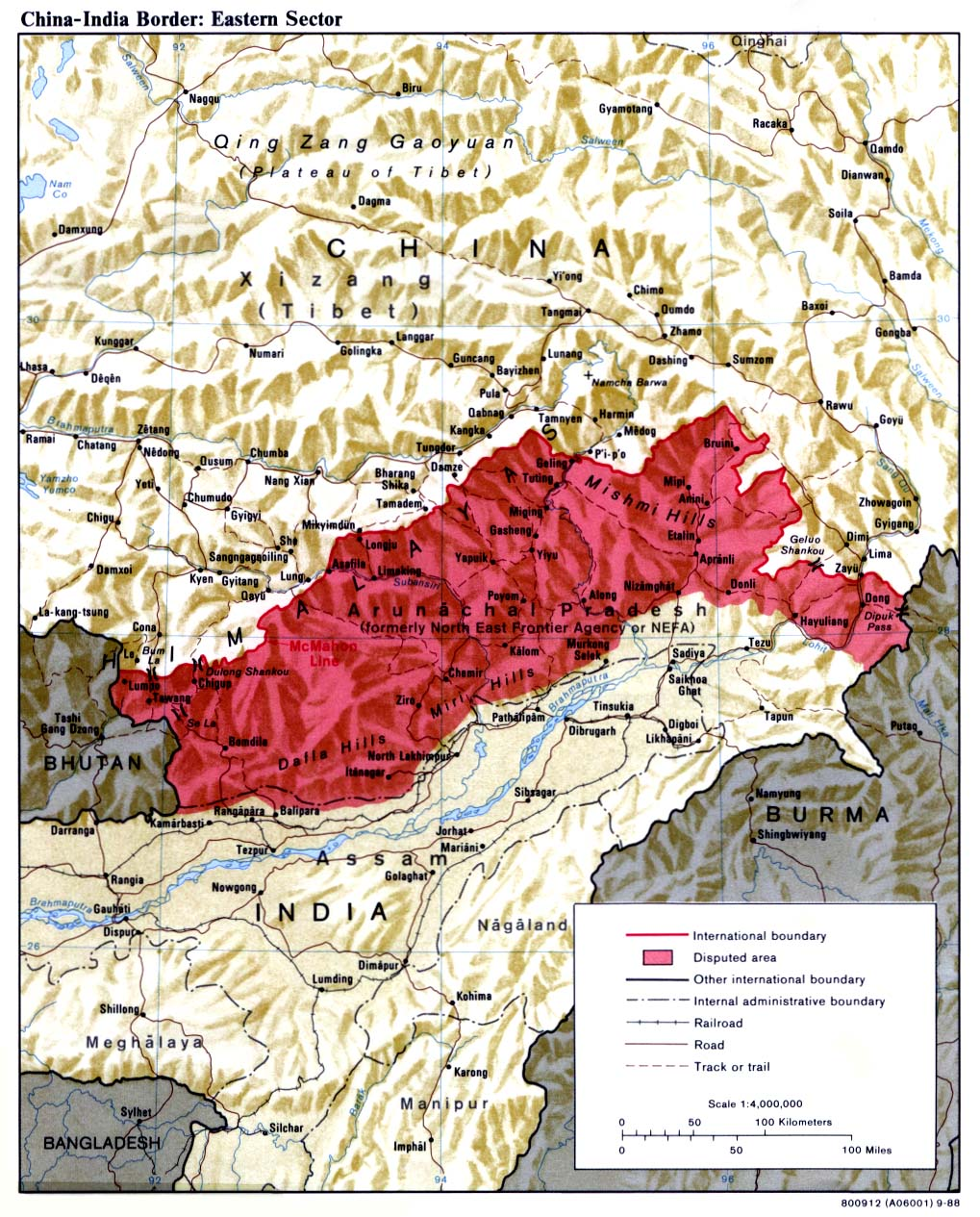
A McMahon-vonal által határolt vitatott terület

Kasmír és Tibet stratégiai fekvése miatt az ázsiai nemzetközi politika középpontjában állt évszázadokig. A 18. század második felében India a Brit Birodalom része lett. 1853-ban Nagy-Britannia és Oroszország között sor került az úgynevezett nagy játszmára (Great Game), amely a Közép-Ázsia feletti hatalom megszerzéséről szólt. Oroszország dél felé próbált terjeszkedni, ahol tengeri kijáratot remélt, Nagy-Britannia viszont gyarmatai számát igyekezett gyarapítani. A britek attól tartottak, hogy az oroszok megszállják Tibetet. Miután pedig a tibeti kormány elutasította a brit ajánlatokat, a britek katonai expedíciót vezettek Tibetbe Francis Younghusband vezetésével 1903-1904 között.
Younghusband elfoglalta Lhászát, mire a dalai láma mongóliai száműzetésbe vonult. Tibet ekkor brit fennhatóság alá került, és 1907-ben megegyeztek Oroszországgal egy Perzsiától Tibetig terjedő független ütközőzóna létrehozásáról. 1912 decemberében, a Csing (Qing)-dinasztia bukása után a Kínai Köztársaság elismerte a terület függetlenségét és kivonult, de 1913-ban Jüan Si-kaj (Yuan Shi-kai) újra csapatokat vezényelt a térségbe. 1914-ben Nagy-Britannia, Kína és Tibet között egy konferenciára került sor Szimlában, amelyen a britek lemondtak a tibeti érdekeltségeikről és a McMahon-vonalat szabták meg Kína és Brit India határaként. Ezt Kína nem ismerte el határként, mint ahogy a szimlai egyezményt sem írta alá, és Tibetet az elkövetkező évtizedekben végig saját részének tekintette.

## Előzmények
1947-ben India kikiáltotta függetlenségét, 1949-ben pedig létrejött a Kínai Népköztársaság. India kétezer kilométeres közös határa Kínával három nagy részre oszlik: keleten 650 kilométer Bhután és Mianmar között, középen 450 kilométer Tibetben és nyugaton 600 kilométer hosszú.  Az 1950-es évek elején India és Kína viszonya barátságos volt. 1950-ben megkezdődött Tibet kínai megszállása, amit India hajlandónak mutatkozott elismerni. 1951-ben Csou En-laj (Zhou Enlai) miniszterelnök tárgyalásos rendezést ajánlott. Az 1954-ben elfogadott egyezmény elismerte Tibet Kínához tartozását, azonban a határok kérdését nem érintette. Elfogadták viszont a békés egymás mellett élés öt alapelvét. A kínai hadsereg 1956-ban katonai célokra autóutat kezdett építeni a Tibetet Hszincsiang (Xinjiang)gal összekötő vitatott hovatartozású Akszái Csinben, India pedig erőteljesen tiltakozott, miután 1958-ban új hivatalos kínai térképek megerősítették ezt.
Dzsaváharlál Nehru indiai miniszterelnök 1959-ben levelet írt Csou (Zhou)nak, aki válaszában nem ismerte el a McMahon-vonalat határként, rámutatva, hogy ezt eddig egyetlen kínai kormányzat sem tette meg. Felajánlotta, hogy amennyiben elismerik a kínai követeléseket Akszái Csinben, Kína elismeri a fennálló keleti határt, ezt Nehru azonban elutasította. A két fél viszonya tovább romlott, amikor a dalai láma a sikertelen felkelés után 1959-ben Indiába menekült. 1959. augusztus 25-én került sor az első határincidensre, indiai katonák betörtek egy határ menti faluba a McMahon-vonaltól északra, majd október 21-én a nyugati vitatott területeken is sor került egy indiai provokációra. Kína felajánlotta, hogy mindkét fél 20 kilométerre vonja vissza csapatait a határtól, de Nehru kormánya nem válaszolt, és az indiaiak előretolt állásaikban maradtak.
A helyzetet tovább súlyosbította a CIA azon törekvése, hogy gerillaháborút robbantson ki Tibetben a kínaiak ellen, és Dwight D. Eisenhower amerikai elnök 1959-es látogatása Újdelhiben megerősítette a kínaiak azon feltételezését, hogy India és az Amerikai Egyesült Államok titokban együttműködik. India 1960-ban elfogadta az úgynevezett „előre politiká”-t, aminek lényege a lassú előrenyomulás volt az általuk elfogadott határok eléréséig. Ezt követően az indiai hadsereg őrjáratokat kezdett küldeni a területre, és 1961-ben Goa indiai annexiója figyelmeztetésként szolgált Kína számára.
1962 júliusában Mao elnök utasította a kínai hadsereget, hogy lépjen fel a határok védelme érdekében, kikötve, hogy a kínaiak semmiképp sem lőhetnek elsőnek. Az indiaiak folyamatos betörései arra sarkallták a kínai vezetést, hogy októberben nyílt konfliktust kezdjen, amire „önvédelmi ellentámadás”-ként hivatkoztak. A terv az volt, hogy mélyen betörnek India területére és jelentősen lecsökkentik harci kapacitását. Csou En-laj (Zhou Enlai) szerint a támadás fő célja az volt, hogy „megleckéztessék Indiát”.

## A háború
Bár a támadás idején gazdasági okokból nem jutott elég pénz a kínai haderő felszerelésére, mégis fölényt élvezett, mivel a hegyi hadviselésben jelentős tapasztalatokat szerzett koreai háborús veteránok még szolgáltak, illetve kiépített infrastruktúrával rendelkezett Tibetben. Létszáma meghaladta a 3 millió főt, míg a szemben álló indiai haderő alig 350 000 katonával rendelkezett. A hadsereg elégtelen felszereléssel bírt, ráadásul az alacsony költségvetés a kiképzés színvonalát is jelentősen rontotta. Problémát jelentett még az ellátmányt akadozóvá tevő rossz kiépítettség és a megfelelő téli egyenruhák hiánya. Az indiai „előre politika” katonailag lehetetlen vállalkozás volt.
Október 10-én sor került egy összecsapásra Yumtso Lanál, ahol egy 50 fős indiai őrjáratot 1000 kínai katona támadott meg, mivel azt feltételezték, hogy a McMahon-vonaltól északra vannak. Bár az első támadást visszaverték, nehéztüzérségi támogatás nélkül a második támadás ideje alatt visszavonultak. Az őrjárat fele, 25 katona odaveszett, míg a kínaiak 33 halottat veszítettek. Október 12-én Nehru megerősítette, hogy a kínaiak kiűzését rendelte el az India által magáénak tekintett területekről, október 18-án azonban nyilvánvalóvá vált, hogy a kínaiak visszavonulás helyett támadni fognak.
1962. október 20-án reggel fél nyolckor kínai csapatok megindították a támadást a határ keleti részénél a McMahon-vonalnál húzódó indiai állások ellen a Namka Chu folyó mentén, megfutamítva az indiai 7. dandárt és elfogva parancsnokát, Dalvi dandártábornokot. A dandár maradéka is megszűnt szervezett katonai erő lenni, ennek ellenére két zászlóalját utasították, védje meg Tawangot bármi áron. Az indiaiak azonban a három irányból érkező kínai támadás elől visszavonultak, a város pedig október 24-én kis ellenállás mellett a kezükre került. Kisebb összecsapásoktól eltekintve a kínai erők zöme nem folytatta az előrenyomulást keleten.
Nyugaton, Akszái Csinben az indiaiak 40 megerősített állást építettek ki, ezek ellen a támadás október 20-án 8:25-kor indult meg. A kínai feljegyzések szerint a legelső ilyen pozíciót alig 80 perc után foglalták el, és október 29-re a Pangong-tó mentén fekvő összes ilyen állás elesett, valamint 1900 négyzetkilométer terület került kínai kézre. Október 24-én Csou (Zhou) miniszterelnök ismét felajánlotta a rendezést Nehrunak, a nyugati területi változások elismerését kérve, ám október 27-i válaszában indiai kollégája nyilvánvalóvá tette, hogy csak olyan békét fogad el, amiben az 1962-es szeptemberi határok irányadóak. A világ nagy része a kubai rakétaválsággal volt elfoglalva, így az Indiával baráti viszonyban lévő Szovjetunió nem tudta jelentősen befolyásolni az eseményeket, az USA azonban támogatásáról biztosította az országot.
Nehru ismételten elutasította a kínai ajánlatot november 14-én, Bridzs Mohan Kaul tábornok pedig ellentámadást indított a kínai állások ellen keleten, Walongnál. Az indiai támadás a hegycsúcs elérése előtt kifulladt, a kínaiak ellentámadása pedig nemcsak visszaűzte őket állásaikba, de november 16-ra a főbb indiai védelmi pozíciók is elestek, Kaul pedig elrendelte a visszavonulást. A Szela-hágónál lévő indiai erők is visszavonulásra kényszerültek a kínai bekerítés elől, ami végül fejvesztett menekülésbe csapott át. Nyugaton is folytatódott a támadás, a kínaiak november 18-ra elfoglalták a Chusul körüli erődítéseket, teljesen kiszorítva az indiai erőket Akszái Csinből. November 20-án se a keleti, se a nyugati határvidéken nem maradt szervezett indiai katonai erő, Nehru pedig amerikai katonai beavatkozást kért, akik a térségbe vezényeltek egy repülőgép-hordozót, de már másnap, november 21-én a kínaiak fegyverszünetet jelentettek be.

## Fegyverszünet
A Csou (Zhou) által bejelentett fegyverszünet deklarálta, hogy december 1-jétől kezdődően a kínai csapatok az 1959. november 7-i határoktól 20 kilométerre húzódnak vissza, ezzel Peking az összes terület helyett csupán a stratégiailag fontos területeket, az összes vitatottnak csupán 1/3-át követelte maga számára. Nehru a közvélemény miatt hivatalosan nem fogadta el a feltételeket, de tájékoztatta Csou (Zhou)t, hogy az indiai hadsereg be fogja tartani azokat. A visszavonulás időben megkezdődött, Akszái Csinben azonban ellenőrzőpontokat állítottak fel; a hadifoglyok repatriálására az elkövetkező 6 hónap során került sor.

## Következmények
Nyugaton a kínai támadást alapvetően negatívan ítélték meg, és 1963-ban a Kennedy-adminisztráció atomfegyverek bevetését is tervbe vette India védelme érdekében. Kína azonban 1964-ben saját atomfegyverre tett szert, átgondolásra kényszerítve az amerikaiakat a Johnson-adminisztráció viszont elvetette az indiaiak nukleáris programjának támogatását. Az ország önerőből 1974-ben fejlesztett ki atomfegyvert. Az el nem kötelezett államok közül hat: Egyiptom, Burma, Kambodzsa, Srí Lanka, Ghána és Indonézia képviselői Colombóban találkoztak 1962. december 10-én, közvetíteni a két fél között. Itt a kínaiak 20 kilométerre történő egyoldalú visszavonulásában állapodtak meg.
A szomszédjával zavaros viszonyt ápoló Pakisztán és Kína kapcsolatai javulásnak indultak a háború után. A konfliktus előtt az országnak szintén volt területi vitája Kínával, ezért javasolta Indiának közös védelmi politika elfogadását, amit azonban elutasítottak. 1963. március 2-án egyezményt írtak alá Pekingben, amiben Pakisztán 13 ezer négyzetkilométer terület iránti követeléséről mondott le Kína javára. India veresége hozzájárult a pakisztáni döntéshez, hogy kirobbantsák a második kasmíri háborút, ami azonban döntetlennel végződött. Kína diplomáciai segítséget nyújtott Pakisztánnak, azonban elítélte a konfliktust lezáró egyezményt, mint amerikai–szovjet cselszövést.
India válaszul a kínai-pakisztáni közeledésre barátsági szerződést kötött a Szovjetunióval és segítségével felfejlesztette haderejét (1962: 350 000, 1970: 825 000). Közvetlen párbeszédre Kína és India között csak 1981 végén került sor ismét, a kínai külügyminiszter látogatásakor. 2005-ben ismét történtek tárgyalások a két ország között, ahol Kína először nyilatkozott Szikkimről való lemondásáról. 2006. június 18-án Lhászában a két ország megegyezett egy ősi kereskedelmi útvonal megnyitásáról ami a Himaláján vezet át. Az egyezség ismételten jelzi a két ország közeledését. Így 1962 után ismét megnyílt a határ Nathu Lanál 4000 méteres magasban.